# Витвицький Теодор
Витви́цький Теодо́р (1783 — 27 травня 1861, Далешове, тепер Городенківського району Івано-Франківської області) — український культурний і церковний діяч, священник УГКЦ.

## Біографія
Закінчив духовну семінарію. Висвячений на одруженого священика 1808 року (в 1852 році став вдівцем). Був парохом у Далешові Городенківського деканату та одночасно в 1849–1851 роках душпастирював у селі Дубки.
Видавець церковних проповідей і активний громадський діяч. Щедро жертвував на освітні цілі.
Прибічник москвофільства.

## Польсько-церковнослов'янсько-український словник
У 1849 році Теодор Витвицький підготував «Приречный словарь пол[ь]ско-словеньскій и народнорускій, содержащъ въ себЪ вся речені а польская, словенская и народно руская». Рукопис словника (зберігається в ЛНБ ім. В. Стефаника HAH України під сигнатурою НД-276) був готовий зо З'їзду руських вчених у Львові 1848 року.
Свого часу словник отримав різко негативну рецензію Якова Головацького та не був опублікований. Навіть на свій час він мав вади у семантичному опрацюванні слів та нерозмежування церковнослов'янського та українського реєстрів.

У словнику є елементи язичія, але водночас він багатий матеріалом української народної мови. В ньому 19558 словникових статей, проте вихідний реєстр значно ширший, оскільки при багатьох польських словах наводиться по 2–3 і більше українських та церковнослов'янських відповідників. Докладно подана лексико-семантична система покутсько-буковинських говорів першої половини ХІХ ст., порівняно широко представлені іншомовні нашарування. За словами Й. Дзендзелівського: 
|  | Українська партія словника в усьому основному була взята із живого народного мовлення та мови інтелігенції |

Представляючи широкий спектр тем (сільське господарство, адміністративна лексика, торговельна, фінансова, лексика судочинства, церковно-релігійна, побутова, виробнича тощо) словник є найбільшим реєстром української лексики на свій час.
Серед штучних слів у дусі язичія в вихідній частині словника зустрічаються слова «книгов'яз» (палітурник), «хліботворець» (пекар), «раноядєніє» (сніданок), «многодождіє» (злива). Водночас мовознавець Уляна Єдлінська вважає, що це слова створені у словотворчій манері Івана Вишенського.
Словник опубліковано лише 1997 року в Варшаві під назвою «Словник польсько-церковнослов'янсько-український Теодора Витвицького з половини XIX ст.». Це видання має 611 сторінок, із яких 394 сторінки займає опрацьований (нефаксимільний) текст словника, а решту — індекс українських та церковнослов'янських слів.